# Couvent des Ursulines de Guérande
Le couvent des Ursulines est un ancien couvent situé à Guérande, en France.

## Description
Les bâtiments sont constitués d'un grand corps de couvent à aile en retour, achevé en 1704. L'ensemble est complété de deux ailes en retour et d'une grande chapelle du XIXe siècle.

## Localisation
Le couvent est situé dans le faubourg Saint-Michel à proximité de la chapelle Saint-Michel, à 600 mètres sud-est de la « porte Saint-Michel » qui marque l'entrée principale de la cité médiévale.

## Historique

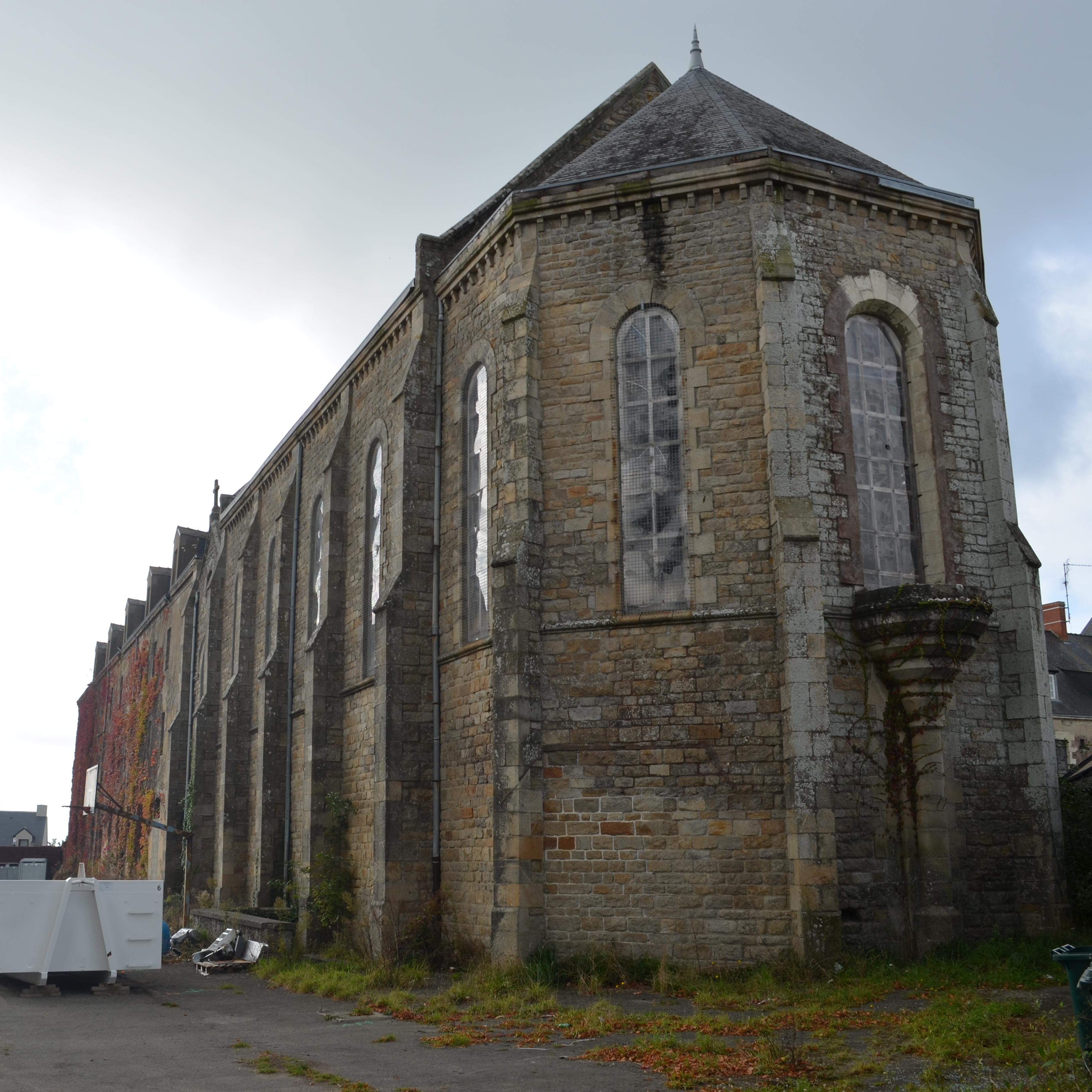
Chapelle

Le couvent trouve son origine dans le « manoir de la Porte-Calon » qui constitue encore de nos jours une partie des bâtiments. Son nom fait référence à Olivier Calon, premier seigneur de La Porte connu (cité sous ce titre en 1515),,. 
Le manoir passe ensuite aux Secillon, une famille de vieille lignée bretonne, originaire de Vannes, avant d'être acquis en 1646 par les Ursulines, qui s’y établissent avant de construire le couvent.
À la Révolution, les Ursulines sont chassées et le couvent est transformé en hospice durant douze ans, avant que la commune en deviennent propriétaire et y installe une école secondaire en 1810. Mais en 1823, la commune cède le collège à l'Évêché pour des raisons budgétaires. Par ordonnance du roi Charles X, celui-ci devient un petit séminaire diocésain le 17 novembre 1824 jusqu'à sa fermeture en 1906, à la suite de la loi de séparation des Églises et de l'État. Durant la Première Guerre mondiale, l'ancien couvent héberge des ressortissants allemands et austro-hongrois, puis redevient un petit séminaire en 1922, avant que celui-ci ne ferme définitivement ses portes en 1966. 
Le monument est inscrit au titre des monuments historiques en 2001.
En 2018, le groupe François 1er, spécialisé dans la réhabilitation de bâtiments d'exception, l'acquiert et entame des travaux de restauration. Les travaux s'achèvent à la fin de l'été 2023.